# ミスター・ソウルマン
『ミスター・ソウルマン』（Soul Man）は、1986年のアメリカ映画。
C・トーマス・ハウエル主演の青春コメディだが、白人である主人公が黒人に成りすますという内容だったため、公開当時はアフリカ系アメリカ人の間で物議をかもした。また、『ニューズウィーク』誌では不快な内容の駄作として叩かれた。しかし、これらの抗議や批判があったにもかかわらず、この映画は興行面では成功した。
レスリー・ニールセンがチョイ役で顔出しており、いつもと違う彼が見られる。

## あらすじ
マーク（ハウエル）はそこそこの経済的に恵まれた家の子であったが、ハーバード大学法学部に合格した。しかし喜びもつかの間、なんと父親が学費に充てるはずのお金を全て使い果たしてしまい、進学のための費用がなくなってしまう。
困ったマークだったが、黒人学生のみに適用される奨学金制度を知り、思いつきで何とサンレスタンニングを使用して黒人に成りすますという荒技に出る。その後、マークは人種問題や自分の奨学金のせいで奨学金が貰えないサラ（レイ・ドーン・チョン）の存在を知る。

## キャスト
| 役名             | 俳優                           | 日本語吹替                                                                      |
| 役名             | 俳優                           | TBS版                                                                           |
| ---------------- | ------------------------------ | ------------------------------------------------------------------------------- |
| マーク           | C・トーマス・ハウエル          | 関俊彦                                                                          |
| ゴードン         | アリー・グロス                 | 井上和彦                                                                        |
| サラ             | レイ・ドーン・チョン           | 土井美加                                                                        |
| バンクス教授     | ジェームズ・アール・ジョーンズ | 勝部演之                                                                        |
| ホイットニー     | メロラ・ハーディン             | 麻上洋子                                                                        |
| ダンバー         | レスリー・ニールセン           | 加藤正之                                                                        |
| アロンソン       | マックス・ライト               |                                                                                 |
| 役不明又はその他 |                                | 嶋俊介 藤夏子 佐々木るん 大滝進矢 二又一成 稲葉実 小野健一 桜井敏治 古田信幸 他 |
|                  |                                |                                                                                 |
| 演出             |                                | 清水勝則                                                                        |
| 翻訳             |                                | たかしまちせこ                                                                  |
| プロデューサー   |                                | 上田正人                                                                        |
| 制作             |                                | ザック・プロモーション TBS                                                      |
| 初回放送         |                                | 1989年2月28日 『火曜ロードショー』                                              |

## スタッフ
- 監督：スティーヴ・マイナー
- 製作：スティーヴ・ティッシュ
- 脚本：キャロル・ブラック
- 撮影：ジェフリー・ジャー
- 音楽：トム・スコット